# Victoria Marinova
Victoria Marinova (7 de septiembre de 1988 - Ruse, 6 de octubre de 2018) fue una periodista y presentadora de televisión búlgara. Su asesinato causó indignación internacional durante una época de mayor violencia contra reporteros de investigación.

## Carrera
Marinova fue directora administrativa de la cadena de televisión privada TVN en Ruse. Presentó un programa de entrevistas sobre temas de actualidad llamado Detector para TVN, que se había relanzado recientemente al momento de su muerte. El primer episodio del relanzamiento de la serie el 30 de septiembre incluyó a los periodistas de investigación Dimitar Stoyanov y Attila Biro, sobre una investigación de un presunto fraude con fondos de la Unión Europea vinculados a grandes empresarios y políticos. El segundo episodio que se había planeado emitir después habría cubierto el accidente del descarrilamiento del tren Hitrino, que causó la muerte de 7 personas e hirió a más de 29 personas. Según periodistas de investigación búlgaros, las mismas empresas que habían estado involucradas en el supuesto fraude con fondos de la Unión Europea también habían ganado un acuerdo de contratación pública en el caso Hitrino. Entre los sospechosos están ciudadanos rusos asociados con la división búlgara de la corporación multinacional petrolera LUKoil.

## Muerte
En la tarde del 7 de octubre de 2018, su cadáver fue encontrado en un parque junto a un río en Ruse, un lugar popular para caminar y trotar para los ciudadanos. Había sido golpeada y violada, al mediodía de ese sábado. Fue la tercera periodista asesinada en la Unión Europea en menos de un año, después de Daphne Caruana Galizia de Malta y Jan Kuciak y su novia Martina Kušnírová de Eslovaquia. Varios representantes de la Unión Europea pidieron «medidas urgentes» para clarificar si el ataque estuvo vinculado a su investigación sobre el fraude de fondos europeos.